# Корнет (Бакеу)
Корнет (рум. Cornet) — село у повіті Бакеу в Румунії. Входить до складу комуни Подурі.
Село розташоване на відстані 232 км на північ від Бухареста, 26 км на захід від Бакеу, 105 км на південний захід від Ясс, 120 км на північний схід від Брашова.

## Населення
За даними перепису населення 2002 року у селі проживали 319 осіб, усі — румуни. Усі жителі села рідною мовою назвали румунську.